# Miktoniscus patrizii
Miktoniscus patrizii är en kräftdjursart som beskrevs av Alessandro Brian 1950. Miktoniscus patrizii ingår i släktet Miktoniscus och familjen Trichoniscidae. Inga underarter finns listade i Catalogue of Life.